# Josef Perchermeier
Josef Perchermeier, auch: Joseph (* 15. Oktober 1901 in Traunstein; † 1. September 1960 in Baden-Baden) war ein deutscher Bankmanager.

## Werdegang
Perchermeier kam als Sohn des Juweliers Joseph Perchermeier und dessen Ehefrau, einer geborenen Hess, auf die Welt. Nach dem Besuch der Oberschule erhielt er ab 1917 eine Ausbildung in mehreren Banken. Danach arbeitete er in verschiedenen Bankhäusern in Deutschland und Spanien. Er war ab 1924 bei der Deutsch-Südamerikanischen Bank in Madrid tätig und fungierte von 1939 bis 1945 als Generaldirektor der Niederlassung. 1953 wurde er in den Vorstand des Commerzbank-Bankvereins in Düsseldorf berufen und mit der Generalvertretung für Spanien und Portugal betraut; sein Aufgabenbereich umfasste dabei insbesondere den deutsch-spanischen Handel.
Perchermeier war ab 1939 Vorstandsmitglied der Deutschen Handelskammer für Spanien; er wurde 1955 zweiter Vizepräsident, 1957 erster Vizepräsident und im März 1960 Präsident der Handelskammer. Des Weiteren war er Präsident der Deutschen Wohltätigkeitsstiftung in Madrid.
Seit 1932 war er mit Else Wörner verheiratet.

## Ehrungen
- 1955: Bundesverdienstkreuz (Steckkreuz)